# (10114) Greifswald
(10114) Greifswald est un astéroïde de la ceinture principale.

## Description
(10114) Greifswald est un astéroïde de la ceinture principale. Il fut découvert le 4 septembre 1992 à Tautenburg par Lutz Dieter Schmadel et Freimut Börngen. Il présente une orbite caractérisée par un demi-grand axe de 2,88 UA, une excentricité de 0,03 et une inclinaison de 1,0° par rapport à l'écliptique.

## Compléments